# Cabo Longing
O Cabo Longing ou cabo Deseo é um cabo rochoso na costa oriental da península Antártica, na Antártida. Forma o extremo sul de um grande promontório coberto de gelo que marca o lado oeste da entrada sul do canal do Príncipe Gustavo.
Foi descoberto pela Expedição Antártica Sueca de Otto Nordenskjöld em 1902, e designado Längstans Udde (cabo Deseo) porque da posição do seu refúgio de inverno na ilha Snow Hill, o cabo estava na direção da sua «terra de anseio» que procurava explorar.